# Aeroportul Pala
Aeroportul Pala (IATA: PLF, ICAO: FTTP) este un aeroport din Regiunea Mayo-Kebbi Ouest, Ciad ce deservește zona Pala. A fost numit după zona deservită.
Situat la o altitudine de 455 m, aeroportul dispune de o singură pistă.